# I tartassati
(Totò parlando di Louis de Funès)
I tartassati è un film italo-francese del 1959 diretto da Stefano Vanzina.
Prodotto da Mario Cecchi Gori, il film può essere considerato in senso figurato un seguito di Guardie e ladri "in versione medio-borghese", difatti i due protagonisti si ritrovano negli stessi ruoli di "ladro" e "guardia". Ma a differenza di quanto succede nell'altra pellicola dove i furti sono in qualche modo "moralmente giustificati" dalla povertà di Totò, qui egli è ricco e per cupidigia evade.

## Trama
Roma, primi anni del Boom economico. Il cavalier Torquato Pezzella possiede e gestisce un lussuoso negozio di abbigliamento molto ben avviato. Una mattina riceve la visita di due agenti della polizia tributaria, il maresciallo Topponi e il brigadiere Bardi, inviati dall'intendenza di finanza per una verifica fiscale. 

Aldo Fabrizi e Totò in una scena del film

Pezzella è un evasore convinto e, guidato dai consigli del suo esigente consulente fiscale (interpretato da Louis de Funès), tenta maldestramente di ingraziarsi in tutti i modi l'integerrimo maresciallo per cavarsela con una piccola ammenda. Nel frattempo suo figlio Agostino corteggia la giovane Laura,  figlia del maresciallo, e l'amore tra i due inasprirà ancor più la situazione tra equivoci e goffi tentativi di corruzione. Il maresciallo Topponi, implacabile, stende infine il suo rapporto di indagine fiscale che condannerebbe il commerciante al pagamento di un'enorme multa.   
Il cavalier Pezzella ricorre così a un ultimo estremo tentativo, suggeritogli ancora una volta dal suo meschino consulente, quello di sottrarre la borsa del maresciallo contenente i documenti del suo accertamento, con l'intenzione di bruciare le carte. Pentitosi infine del gesto dopo essersi confidato con il suo cappellano di fiducia, restituisce il maltolto consegnandosi di fatto al maresciallo. Tra i due scoppia l'amicizia e, da futuri consuoceri, insieme progettano di tentare la fortuna giocando al Totocalcio.

## Produzione

### Luoghi delle riprese
Le scene iniziali d’esterno sono state girate a Roma, in via Porta dei Cavalleggeri, accanto al Vaticano, presso un grande condominio che sorge tra i civici 103 e 119. Le vetrine del negozio sono state allestite nei pressi di uno degli ingressi del palazzo, al civico 107. La stazione di servizio che si vede alle spalle di Aldo Fabrizi è ancora esistente. 
La scena finale d’esterno del film è girata in via del Portico d’Ottavia, di fronte all’Isola Tiberina. Il portone del palazzo dal quale esce il maresciallo Topponi, atteso dal cavalier Pezzella, è esattamente di fronte al Tempio Maggiore di Roma del quale si scorge per alcuni secondi il muro di cinta del giardino. Gli ultimi secondi della lunga sequenza riprendono sullo sfondo il Lungotevere De' Cenci e il Ponte Fabricio.

## Dettagli sulla produzione

### Tecnici secondari
- Direttore di produzione: Pio Angeletti
- Segretario di produzione: Umberto Santoni
- Aiuto segretario di produzione: Franco Recine
- Aiuto regista: Mariano Laurenti
- Tecnici del suono: Mario Amari, Eraldo Giordani
- Segretario di edizione: Emilio Miraglia

### Dati tecnici
- Formato negativo (mm/video pollici): 35 mm
- Formato stampa film: 35 mm[4]

## Distribuzione
Il film fu esportato nei seguenti paesi:
- Francia: Fripouillard et Cie, 29 luglio 1959
- Portogallo: Totó Contribuinte, 4 maggio 1960
- Spagna: Los defraudadores, 26 febbraio 1962
- Brasile: Os Quebra-Galhos
- Grecia: O Toto enantion ton 4

## Accoglienza

### Incassi
L'incasso accertato della pellicola all'epoca è stato di ₤ 392.776.000. Gli spettatori nel periodo di proiezione sono stati 2.414.706.

### Critica
Ben accolto dalla critica, giudicato un film "vivace e divertente" e ricco di buone trovate, valutate positivamente anche le efficaci interpretazioni dei protagonisti e la regia di Steno, "agile e scorrevole".

Totò e Fabrizi durante una pausa sul set

(Leo Pestelli)
(Claudio G. Fava)
(Alberto Albertazzi)
(Segnalazioni cinematografiche - vol. 45, 1959)

## Altre versioni
Di questo film esiste anche una versione francese sotto il titolo di Fripouillard et Cie. Il montaggio è piuttosto diverso. Nel complesso il film è molto più corto. I tagli tendono a diminuire l'importanza di Fabrizi, mentre quella di de Funès aumenta grazie a delle scene non incluse nella versione italiana, in particolare grazie ad una sequenza in cui il suo personaggio finisce in carcere dopo essere stato scambiato per bracconiere. Tuttavia, anche nella versione francese, il ruolo di de Funès resta marginale. Nella versione francese compare anche un allora giovane Jacques Dufilho, non presente nella versione italiana del film. Le due versioni ammontano così a malapena a più di 70 minuti di riprese in comune.